# Маседоан (1905)
Вижте пояснителната страница за други значения на Маседоан.
„Маседоан“ (на френски: La Macédoine) с подзаглавие Обществено-политически и литературен вестник e български ръкописен вестник, излизал през март 1905 година в София.
Директор е М. Ронтлумонд. Мотото му е „Македония за македонците“. Съдържа политически статии, новини, литературна страница, стихове и хумор.